# Philippe Takla
Philippe Takla (3 de fevereiro de 1915 – 10 de julho 2006) foi um advogado, diplomata e político libanês. Foi ministro das Finanças, ministro da Economia e ministro dos Negócios Estrangeiros do Líbano, além de embaixador em França.
Nasceu em 1915, de família greco-católica. O seu pai era o político Youssef Takla. Philippe estudou no Colégio de Antoura. Matriculou-se no Instituto Francês de Direito, obtendo a sua licenciatura em Direito, quando nem tinha 20 anos.
Com a morte do seu irmão mais velho, Salim, em 1945, foi candidato à sede católica do Monte Líbano, tendo sido eleito pela primeira vez para o parlamento. Em 1947 foi reeleito por Chouf e em 1957 por Baalbek.
Entre 1946 e 1952 foi ministro da Economia do Líbano. Foi Governador do Banco do Líbano de 1965 a 1967 e Embaixador em França de 1967 a 1975. Foi sete vezes ministro dos Negócios Estrangeiros do país: 1952; 1958; 1960-1964; 1964-1965; 1966; 1974-1975; 1975-1976.
Em 1950 visitou a Argentina e recebeu a Medalha Peronista do Presidente Juan Domingo Perón.
O seu velório teve lugar na Igreja Católica Grega, em Beirute, em 12 de julho 2006. Está sepultado no panteão da família em Zouk Mikael.